# Копп, Венди
Венди Сью Копп (англ. Wendy Sue Kopp, род. 29 июня 1967) — американская публицистка, основательница и председатель совета некоммерческой организации Teach For America, национального преподавательского корпуса, призванного сделать образование более доступным для малообеспеченных семей. Также является генеральным директором и соучредителем Teach For All, глобальной сети независимых некоммерческих организаций, применяющих ту же модель, что и Teach For America, но в других странах. В 2014 году Копп заняла 25 место в списке 50 величайших лидеров в мире по версии Fortune.

## Биография
Венди Копп окончила среднюю школу Highland Park High School в Далласе, штат Техас, а затем училась в Школе общественных и международных отношений имени Вудро Вильсона при Принстонском университете. Она получила степень бакалавра искусств в Принстоне в 1989 году. Обучаясь в университете, она была членом Принстонского журнала Business Today и входила в University Press Club.

## Teach For America
В 1989 году Венди Копп предложила создание организации Teach For America в своей диссертационной работе, при написании которой она консультировалась со старшим профессором социологии Марвином Бресслером. Сутью проекта было привлечение молодых выпускников-преподавателей, которые бы в течение нескольких лет обучали детей из бедных американских семей. Вскоре после окончания Принстона, Копп основала Teach For America. В 1990 году, 500 выпускников колледжей присоединились к Teach For America в качестве преподавателей корпуса. В 1991 году Копп получила грант от Echoing Green для развития TFA. В 2012 году чистые активы компании составляли не менее $419,098,314 в год.
В 2007 году Копп основала Teach For All, глобальной сети независимых некоммерческих организаций, которые применяют ту же модель, что и Teach America в других странах. В 2013 году Венди ушла с должности генерального директора Teach For America и взяла на себя роль председателя правления организации.

## Личная жизнь
Копп замужем за Ричардом Бартом, президентом Фонда KIPP. Они живут в Нью-Йорке, имеют четверых детей.

## Почётная докторская степень
- 2014: Университет Оклахомы
- 2013: Бостонский университет
- 2012: Гарвардский университет
- 2010: Университет Маркетта
- 2009: Университет Вашингтона в Сент-Луисе
- 2008: Джорджтаунский университет
- 2007: Mount Holyoke College
- 2007: Колледж Роудс
- 2004: Университет Пейс
- 2004: Колледж милосердия
- 2001: Колледж Смит
- 2000: Принстонский университет
- 1995: Коннектикутский колледж
- 1995: Университет Дрю

## Награды и премии
- 2011: Spelman College National Community Service Award
- 2008: The Skoll Award for Social Entrepreneurship
- 2008: Президентская гражданская медаль
- 2006: The Harold McGraw, Jr. Price in Education Award
- 2004: The John F. Kennedy New Frontier Award
- 2003: The Clinton Center Award for Leadership and National Service
- 2003: The Schwab Foundation’s Outstanding Social Entrepreneur Award
- 1994: Aetna’s Voice of Conscience Award
- 1994: The Citizen Activist Award from the Gleitsman Foundation
- 1993: Princeton University Woodrow Wilson Award
- 1991: Jefferson Award for Public Service|The Jefferson Award for Public

## Книги
- One Day, All Children: The Unlikely Triumph of Teach For America and What I Learned Along the Way (2001)
- A Chance to Make History: What Works and What Doesn’t in Providing an Excellent Education for All (2011)